# 中国人民解放军陆军合成第三十一旅

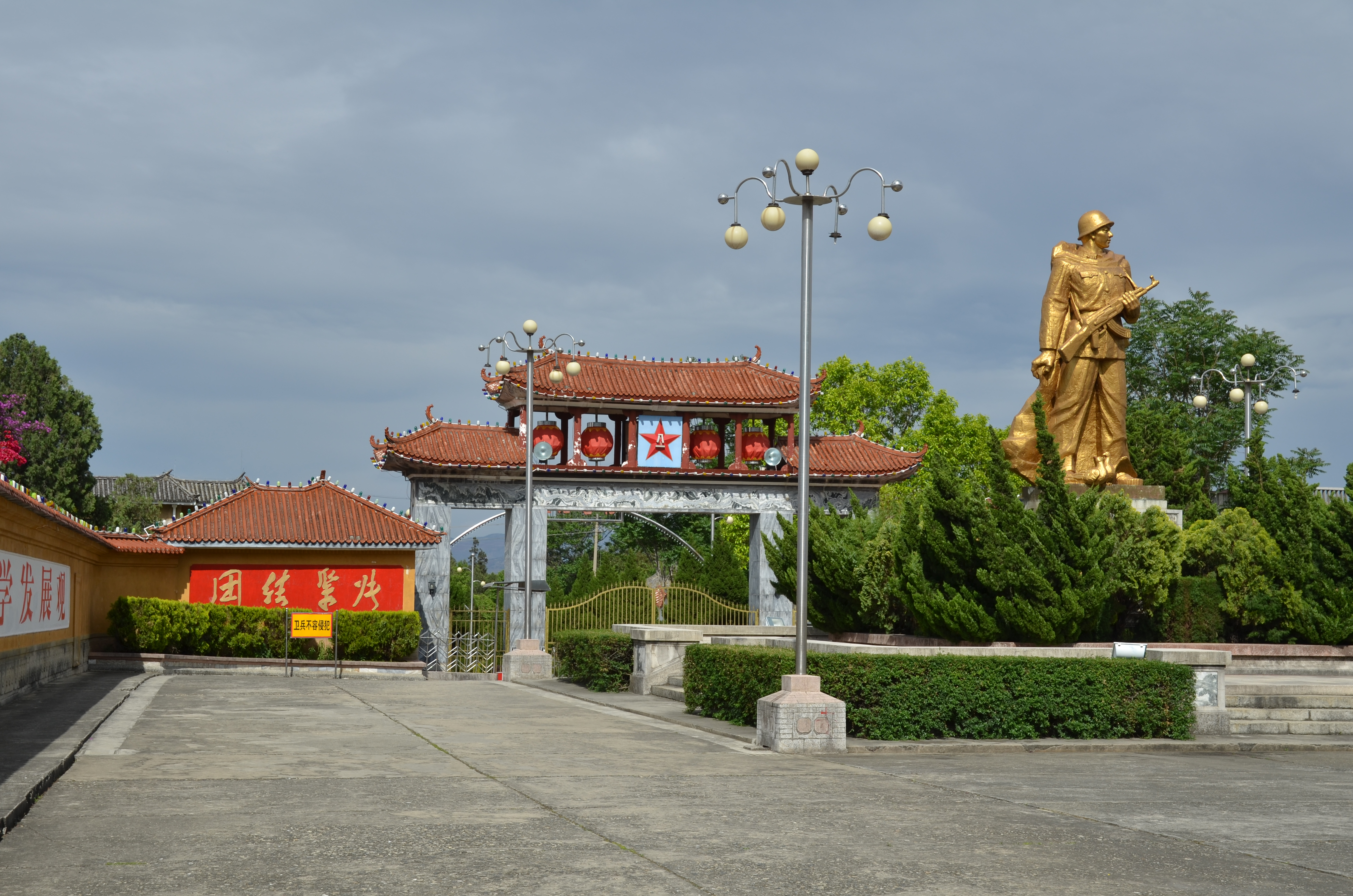
77228部队古城东营区

合成第三十一旅（英語：31st Combined Arms Brigade），又称“铁骑猛虎”，是中国人民解放军陆军第七十五集团军下辖的一个重型合成旅，驻地云南省大理市。

## 概述
该旅最前身是1946年1月由冀鲁豫军区第29团和第1、第2分区各一部合编组成的冀鲁豫军区独立旅。
2013年，摩步第三十一师拆分出一部组成山地步兵第三十二旅，余部改编为机步旅，2017年改为重型合成旅。

## 沿革[1]
参考资料：
| 部隊番號                 | 使用時期                |
| ------------------------ | ----------------------- |
| 冀鲁豫军区独立旅         | 1946年1月-1947年6月20日 |
| 冀鲁豫军区独立一旅       | 1947年6月20日-1948年5月 |
| 中原野战军第三十一旅     | 1948年5月-1949年2月     |
| 中国人民解放军第四十九师 | 1949年2月-1960年1月     |
| 陆军第四十九师           | 1960年11月-1969年11月   |
| 陆军第三十一师           | 1969年11月-1985年10月   |
| 摩托化步兵第三十一师     | 1985年4月-2013年12月    |
| 机械化步兵第三十一旅     | 2013年12月-2017年2月    |
| 合成第三十一旅           | 2017年2月至今           |

## 荣誉
- 阻击战英雄团：前晋冀鲁豫野战军冀鲁豫军区独立第一旅一团，现为本旅主体
- 英雄营：前三十一师九十一团三营
- 猛虎连：前三十一师九十一团三营九连